# Záhadná sopečná erupce v roce 1808

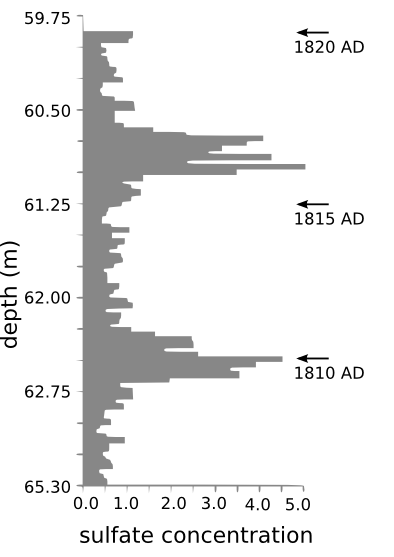
Koncentrace síranů v ledových jádrech z Grónska. V dolní části je patrná zvýšená koncentrace okolo roku 1810. Výše je erupce Tambory roku 1815.

Záhadná sopečná erupce v roce 1808 je neznámá erupce, k níž došlo na konci roku 1808. Odehrála se někde v jižním Pacifiku, pravděpodobně v západní části. Na indexu vulkanické aktivity se její síla odhaduje na VEI 6 (podobný stupeň měl také výbuch Krakatoy roku 1883). Událost způsobila globální ochlazení, trvající několik let. Zároveň přispěla k většímu globálnímu ochlazení (tzv. roku bez léta), které nastalo o 7 let později, po výbuchu (VEI 7) sopky Tambory.

## Pozadí
Klimatologové před rokem 1990 považovali ochlazování podnebí na počátku 19. století jako součást tehdy probíhající malé doby ledové. Studie grónských a antarktických ledových jader v 90. letech 20. století našla ukazatele, které naznačovaly, že na počátku roku 1809 došlo k masivní sopečné erupci. Nicméně v daném časovém rozmezí nebyly žádné zaznamenány. Další výzkum, zkoumající letokruh borovice Balfourovy, poukazoval na sopečnou erupci v roce 1808.  

## Místo a čas
K určité záhadnosti přispěl i fakt, že lidé v té době si museli erupce takového rozsahu všimnout. Byly zkontrolovány záznamy z celého světa, ale nic nenasvědčovalo, že na konci roku 1808 k něčemu takovému došlo. Až do léta 2014, kdy Dr. Alvaro Guevara-Murua a Dr. Caroline Williams z Bristolské univerzity, objevili zprávu o atmosférických jevech v Bogotě od kolumbijského vědce Franciska José de Caldas. Caldas působil jako ředitel Astronomické observatoře v letech 1805–1810, přičemž v roce 1809 ohlásil průhledný mrak, který blokoval sluneční svít. Poprvé jej pozoroval 11. prosince 1808 a byl viditelný i po celé Kolumbii. Oblak mohl být aerosol kyseliny sírové. Rovněž uvedl, že počasí bylo neobvykle chladné a mrazivé. Stejný jev pozoroval taktéž lékař Hipólito Unanue v peruánské Limě. Jejich zprávy naznačují, že závoj aerosolu se táhl v délce minimálně 2600 km. Zároveň se díky tomu mohl zúžit interval, kdy k erupci došlo: 4. prosince 1808 (±7 dní).
Vzhledem k pozorování musela být jediným zdrojem sopka, ležící v tropickém pásu, která se nejpravděpodobněji nachází na jižní polokouli do 20° stupňů jižní šířky. Toto pásmo sahá od Kolumbie a Peru přes Tichý oceán až k Tonze a Indonésii. V té době zde bylo velmi málo evropských osad. Ve zdejších domorodých kmenech se historie erupcí předává ústně a proto je nebylo možné datovat s dostatečnou mírou jistoty. 

## Jiné sopečné erupce v roce 1808
Roku 1808 došlo k velkým erupcím na začátku květnu na Azorských ostrovech (sopka Bocas de Fogo) a v březnu na vulkánu Taal na Filipínách. Ani jedna z nich neproběhla ve správném časovém období. Je známo, že chilská sopka Putana měla okolo roku 1810 (±10 let) významnou erupci, ale nachází se na 22. rovnoběžce jižní šířky.